# 모리타역
모리타역(일본어: 森田駅, もりたえき)은 일본 후쿠이현 후쿠이시에 있는 해피라인 후쿠이의 철도역이다.

## 역 구조
상대식 2면 2선 구조의 지상역으로, 정류소로 취급되고 있다. 역사는 상행선 승강장 쪽에 있으며, 승강장과는 구름다리로 이어져 있다. 후쿠이 지역 철도부가 관리하는 간이 위탁역이다.

### 승강장
| 역사쪽 | ■ 해피라인 후쿠이선 | 후쿠이 · 쓰루가 방면   |
| 반대쪽 | ■ 해피라인 후쿠이선 | 가나자와 · 도야마 방면 |

## 역사
- 1897년 9월 20일 - 관설철도 (뒷날의 일본국유철도) 후쿠이 역 ~ 고마쓰 역 구간의 개통과 동시에 개업.
- 1948년 6월 28일 - 후쿠이 지진으로 역 시설이 무너졌다.[2]
- 1987년 4월 1일 - 민영화에 따라 서일본 여객철도의 소속이 되었다.
- 2024년 3월 16일: 호쿠리쿠 신칸센 가나자와역 ~ 쓰루가역 연장 개통에 따라, 해피라인 후쿠이로 이관됨.

## 인접역
| 해피라인 후쿠이 ■ 해피라인 후쿠이선 | 해피라인 후쿠이 ■ 해피라인 후쿠이선 | 해피라인 후쿠이 ■ 해피라인 후쿠이선 |
| ----------------------------------- | ----------------------------------- | ----------------------------------- |
| 후쿠이 쓰루가 방면                  | 보통                                | 하루에 다이쇼지 방면                |